# 1999 au Yukon
Chronologie du Yukon
- 1995
- 1996
- 1997
- 1998
- 1999
- 2000
- 2001
- 2002
- 2003

Cette page concerne des événements d'actualité qui se sont produits durant l'année 1999 dans le territoire canadien du Yukon.

## Politique
- Premier ministre : Piers McDonald (NPD)
- Chef de l'Opposition officielle : John Ostashek (Parti du Yukon) puis Pat Duncan (Parti libéral)
- Commissaire : Judy Gingell
- Législature : 29e

## Événements
- CBUFT-DT, le canal de la Télévision de Radio-Canada de la Colombie-Britannique est diffusée à travers le territoire[1].
- Création du parc locale Ni'iinlii'njik (Fishing Branch) Territorial Park (en).
- Disparition du parti politique l'Alliance de l'indépendant.
- 2 septembre : L'ancienne mairesse de Whitehorse et commissaire Ione Christensen (en) devient la première femme à être sénatrice.
- 25 octobre : Le libéral Pam Buckway (en) remporte l'élection partielle du Lac Laberge à la suite de la démission de Doug Livingston (en). Après 18 ans en tant que parti mineur, avec quatre sièges de plus, les libéraux remplace le Parti du Yukon à l'Opposition officielle et Pat Duncan devient la première femme à être chef du statut d'opposition officielle.

## Décès
- Don Branigan, maire de Whitehorse (º 1933)
- 20 juin : Grafton Njootli (en), député territoriale d'Old Crow (1978-1982) (º 10 mars 1947)
- 23 juillet : Paul Lucier, maire de Whitehorse et premier sénateur de ce territoire (º 29 juillet 1930)